# Liste der Stolpersteine in Kaltenkirchen
Die Liste der Stolpersteine in Kaltenkirchen enthält alle Stolpersteine, die im Rahmen des gleichnamigen Kunst-Projekts von Gunter Demnig in der Stadt Kaltenkirchen verlegt wurden. Mit ihnen soll an Opfer des Nationalsozialismus erinnert werden, die in der Gemeinde lebten und wirkten.
Die Steine wurden am 8. Februar 2025 verlegt.
| Adresse             | Person         | Inschrift | Bild |
| ------------------- | -------------- | --- | ---- |
| Am Ehrenhain 2 ·    | Harald Mirosch | Hier geboren Harald Mirosch Jg. 1927 deportiert 1943 Auschwitz 1944 KZ Buchenwald KZ Flossenbürg 1945 Theresienstadt ermordet                                   |      |
| Holstenstraße 5 ·   | Otto Gösch     | Hier arbeitete Otto Gösch Jg. 1898 ‚politischer Häftling‘ mehrfach inhaftiert 1933 KZ Kuhlen KZ Esterwegen zuletzt 1937 Gefängnis Glasmoor entlassen 10.12.1937 |      |
| Marschweg ggü. 9a · | Gustav Meyer   | Hier unterrichtete Gustav Meyer Jg. 1899 Regimekritiker denunziert durch Schüler 1943 6 Monate Gefängnis                                                        |      |
| Wiesenhofstraße 5 · | Josef Gelbart  | Hier arbeitete Josef Gelbart Jg. 1914 ‚Polenaktion‘ 1938 Bentschen/Zbaszyn 1940 Ghetto Warschau ermordet im besetzten Polen                                     |      |

## Nachweise
1. ↑  Stolpersteine für Kaltenkirchen – Damit die Vergangenheit lebendig bleibt, stadtmagazin-sh.de vom 12. Februar 2025, abgerufen am 7. Mai 2025

- Karte mit allen Koordinaten:
- OSM |
- WikiMap